# クレイグ・マッケイ
クレイグ・マッケイ（Craig McKay）は、アメリカ合衆国の編集技師。アメリカ映画編集者協会（A.C.E.）会員。ニューヨーク州出身。
『レッズ』と『羊たちの沈黙』でアカデミー編集賞にノミネート。

## 主な編集作品

### 映画
- レッズ Reds (1982)
- スイング・シフト Swing Shift (1984)
- サムシング・ワイルド Something Wild (1986)
- 愛されちゃって、マフィア Married to the Mob (1989)
- シー・デビル She-Devil (1989)
- マイアミ・ブルース（英語版） Miami Blues (1990)
- 羊たちの沈黙 The Silence of the Lambs (1991)
- 嵐の中で輝いて Shining Through (1992)
- 恋に落ちたら… Mad Dog and Glory (1993)
- フィラデルフィア Philadelphia (1993)
- コップランド Cop Land (1997)
- マップ・オブ・ザ・ワールド（英語版） A Map of the World (1999)
- 光の旅人 K-PAX K-PAX (2001)
- メイド・イン・マンハッタン Maid in Manhattan (2002)
- ガウディアフタヌーン Gaudi Afternoon (2001) - 編集コンサルタント[2]
- クライシス・オブ・アメリカ The Manchurian Candidate (2004)
- 恋のクリスマス大作戦 Surviving Christmas (2004)
- 僕の大事なコレクション Everything Is Illuminated (2005)
- アウェイク Awake (2007)
- 闇の列車、光の旅 Sin nombre (2009)
- フェーズ6 Carriers (2009)
- ベイビーズ - いのちのちから - Babies (2010)
- 声をかくす人 The Conspirator (2011)

### テレビシリーズ
- ホロコースト -戦争と家族-（英語版） Holocaust (1978)

## 受賞歴
受賞
- 1978年 第30回エミー賞：ドラマシリーズ編集賞『ホロコースト -戦争と家族-』[3]
- 1979年 アメリカ映画編集者協会エディー賞：ミニシリーズ・テレビ映画編集賞『ホロコースト -戦争と家族-』

ノミネート
- 1982年 第54回アカデミー賞：編集賞『レッズ』
- 1982年 アメリカ映画編集者協会エディー賞：長編映画編集賞『レッズ』
- 1992年 第64回アカデミー賞：編集賞『羊たちの沈黙』
- 1992年 第45回英国アカデミー賞：編集賞『羊たちの沈黙』
- 1992年 アメリカ映画編集者協会エディー賞：長編映画編集賞『羊たちの沈黙』